# Desa Grogol (administrativ by i Indonesien, Jawa Barat, lat -6,66, long 108,52)
Desa Grogol är en administrativ by i Indonesien.   Den ligger i provinsen Jawa Barat, i den västra delen av landet, 190 km öster om huvudstaden Jakarta.